# Bavaria solarpark
Pour les articles homonymes, voir Bavaria.
Bavaria solarpark est une centrale solaire photovoltaïque allemande de Bavière et inaugurée début juillet 2005.

## Présentation
D'une puissance allant jusqu'à 10 MW et comptant 250 000 m2 de panneaux solaires, Bavaria solarpark comprend trois sites : Solarpark Mühlhausen (6,3 MW), Solarpark Günching (1,9 MW) et Solarpark Minihof (1,9 MW) .

## Référence
1. ↑  (fr) « L'Allemagne inaugure la plus grande centrale solaire photovoltaïque au monde », Actu-Environnement.com, 1er juillet 2005 (consulté le 8 mai 2009)